# The Man Who Sold the World
The Man Who Sold the World — третій студійний альбом Девіда Бові. Виданий лейблом Mercury Records в листопаді 1970 в США і в квітні 1971 року у Великій Британії. Загальна тривалість композицій становить 41:01. Альбом відносять до напрямку рок, хард-рок.
Значна частина альбому мала основу хеві-металу  і була близька за звучанням з тогочасними записами, таких груп, як Led Zeppelin і Black Sabbath, таким чином звучання альбому дуже відрізняється від більшості матеріалу Боуї. Альбом містив також деякі незвичні музичні ходи, наприклад, використання латиноамериканських ритмів в очільній композиції. Звукова тяжкість альбому була підтримана злободенною лірикою композицій, серед тем пісень були: безумство («All the Madmen»), озброєні вбивці і коментарі до війни у В'єтнамі («Running Gun Blues»), всезнаючий комп'ютер («Saviour Machine») і «Міфи Ктулху» Говарда Лавкрафта («The Supermen»). Пісня «She Shook Me Cold» детально оспівує статевий акт. Пісня «The Man Who Sold the World» розповідає про те, як автор зустрічає себе вчорашнього. Цей твір — один із багатьох, в якому Боуї розповідав про довгий шлях роз'єднання з самим собою, вживання в альтер-его (Зіггі Стардаста) і наступним примиренням. Також вважається, що вплив на створення альбому мали ідеї Алістера Кроулі, Франца Кафки і Фрідріха Ніцше.

## Список пісень
Автор музики і слів David Bowie. 
| Сторона 1 | Сторона 1               | Сторона 1  |
| #         | Назва                   | Тривалість |
| --------- | ----------------------- | ---------- |
| 1.        | «The Width of a Circle» | 8:05       |
| 2.        | «All the Madmen»        | 5:38       |
| 3.        | «Black Country Rock»    | 3:32       |
| 4.        | «After All»             | 3:31       |

| Сторона 2 | Сторона 2                    | Сторона 2  |
| #         | Назва                        | Тривалість |
| --------- | ---------------------------- | ---------- |
| 5.        | «Running Gun Blues»          | 3:11       |
| 6.        | «Saviour Machine»            | 4:25       |
| 7.        | «She Shook Me Cold»          | 4:13       |
| 8.        | «The Man Who Sold the World» | 3:55       |
| 9.        | «The Supermen»               | 3:38       |

## Учасники запису
- Девід Бові: вокал, гітара, стилофон
- Мік Ронсон: гітара, вокал
- Тоні Вісконті: бас, фортепіано, гітара
- Мік Вудменсі: ударні, перкусія
- Ральф Мейс: синтезатор Moog

Продюсери
- Тоні Вісконті: продюсер
- Кен Скотт: Звукорежисер

## Кавер версії
Пісня "The Man Who Sold the World" звучить українською мовою в альбомі «70/80» гурту «Кам'яний Гість» та має назву «Той, хто Світ продав».